# Cattedrale dell'Annunciazione (Mosca)
La cattedrale dell'Annunciazione (in russo Благовещенский собор?, Blagoveščenskij sobor), ufficialmente cattedrale dell'Annunciazione della Santissima Madre di Dio (in russo Собор Благовещения Пресвятой Богородицы?, Sobor Blagoveščenija Presvjatoj Bogorodicy), è una cattedrale dedicata all'Annunciazione della Theotókos che sorge nell'angolo sud-occidentale della piazza delle Cattedrali del Cremlino, a Mosca.

## Storia
Nel 1470 Ivan il Terribile commissionò agli architetti russi Krivtsov e Myshkin la costruzione di una nuova cattedrale per sostituire la chiesa del 1326 fatta costruire da Ivan I di Russia e ormai in rovina. Tuttavia appena terminato il soffitto uno dei muri cedette.
Secondo i libri di storia, l'incidente fu causato dall'incapacità tecnica dei costruttori, ma teorie più recenti sembra che sia stato provocato da un terremoto. In ogni caso di costruttori vennero sollevati dall'incarico che venne poi assegnato all'architetto italiano Aristotele Fioravanti.
Terminate le fondamento Fioravanti visitò Novgorod, Suzdal e Vladimir per prendere confidenza con l'architettura russa. Il suo progetto è infatti una versione più ampia della cattedrale della Dormizione di Vladimir con l'aggiunta di elementi rinascimentali.
La cattedrale fu chiusa al culto nel 1918, anche se sembra che nel 1941 Stalin vi abbia fatto celebrare in segreto una messa per la salvezza di Mosca. La cattedrale fu ufficialmente restituita alla Chiesa nel 1989 e oggi è adibita a museo.

## Architettura
Inizialmente la cattedrale contava solo tre cupole e una galleria aperta sui tre lati. Ivan il Terribile che aveva gusti più complessi fece aggiungere sei cupole e cappelle a ogni angolo, chiuse la galleria e dispose la doratura del tetto.
La legge ortodossa vietava a Ivan il Terribile di entrare nella cattedrale per via dei suoi quattro matrimoni, per cui fece trasformare il braccio sud della galleria nella Cappella dell'arcangelo Gabriele da cui poteva assistere alle funzioni da una grata.
La cappella presenta una parete con icone di vari colori che risale alla consacrazione dell'edificio avvenuta nel 1564, mentre la parte centrale della cattedrale presenta un pavimento marmoreo. L'interno della cattedrale è ampio e luminoso, ricco di tonalità dorate, rosse e blu.

## Tombe dei patriarchi
Fu la chiesa più importante della Russia prerivoluzionaria e il luogo di sepoltura di quasi tutti i patriarchi e metropoliti vissuti tra il 1320 e il 1700. Le tombe si trovano lungo le pareti nord, ovest e sud della cattedrale. Vicino alla parete ovest c'è un tabernacolo con le reliquie del patriarca martire Ermogene, promotore di un'insurrezione durante l'epoca dei torbidi nel 1612.

## Opere d'arte
Sopra le porte meridionali spiccano le immagini di Elena e Costantino che introdussero il Cristianesimo nel sud della Russia, mentre sopra la porta nord sono dipinti i santi Olga e Vladimir che diffusero la fede cristiana nella regione settentrionale. Sulla sinistra della porta centrale si può vedere l'opera intitolata Vergine di Vladimir (in russo: Владимирская Богоматерь) della scuola di Rublyov risalente all'inizio del XV secolo, copia dell'immagine più venerata di tutta la Russia, l'Icona della Madonna di Vladimir (in russo: Владимирская икона Богоматери) che fu custodito nella cattedrale dal 1480 al 1930.
Quasi tutti i dipinti murali della cattedrale furono realizzati su fondo dorato intorno al 1640, ad eccezione di tre attribuiti a Dionysius e ai suoi allievi che si trovano sulla parete meridionale:
- Apocalisse (in russo: Апокалипсис)
- La vita del metropolita Pyotr (in russo: Житие Митрополита Петра)
- Tutte le creature esultano in Te (in russo: О тебе радуется)

Nella cattedrale sono custodite diverse icone religiose create da Teaofane il Greco. Vicino alla parete nord si trova una delle icone più antiche della Russia, il San Giorgio (in russo: Святой Георгий) risalente al XII secolo e proveniente da Novgorod. Molti affreschi della galleria sono stati intorno al 1560, tra cui spiccano:
- La conquista di Gerico
- Giona e la balena
- L'albero di Gesù

Gli affreschi del XVI secolo raffigurano principi russi sulla colonna a nord e imperatori bizantini su quella a sud, entrambe sormontate da scene dell'Apocalisse. Altri affreschi rappresentano antichi filosofi come Aristotele, Plutarco, Platone e Socrate che impugnano pergamene con i loro insegnamenti. Sulla pergamena di Socrate c'è scritto:
Nulla di male succederà mai a un uomo buono. La nostra anima è immortale. Dopo la morte il bene sarà ricompensato e il male punito.
mentre quella di Platone recita:
Dobbiamo sperare che Dio ci invii un maestro e una guida celeste.
Vicino la parete sud è presente un trono ligneo a baldacchino realizzato nel 1551 per Ivan il Terribile e chiamato Trono di Monomaco. Su di esso sono state intagliate scene delle imprese del Gran principe Vladimir Monomaco di Kiev, vissuto nel XII secolo e considerato diretto predecessore di Ivan il Terribile.
L'iconostasi risale al 1652. La seconda icona sulla destra è intitolata Salvatore dall'occhio irato (in russo: Спас Ярое око) e risale al 1340 circa.

## Galleria d'immagini

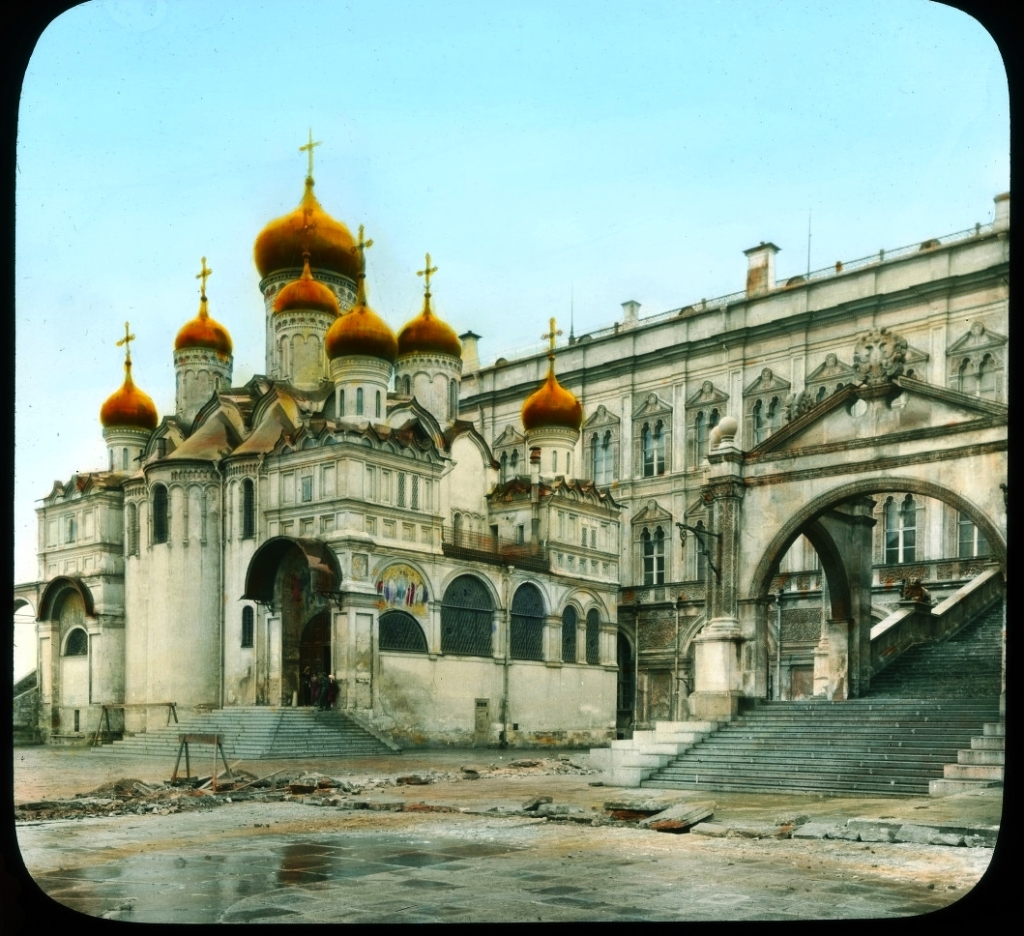
Cattedrale dell'Annunciazione in una foto del 1931

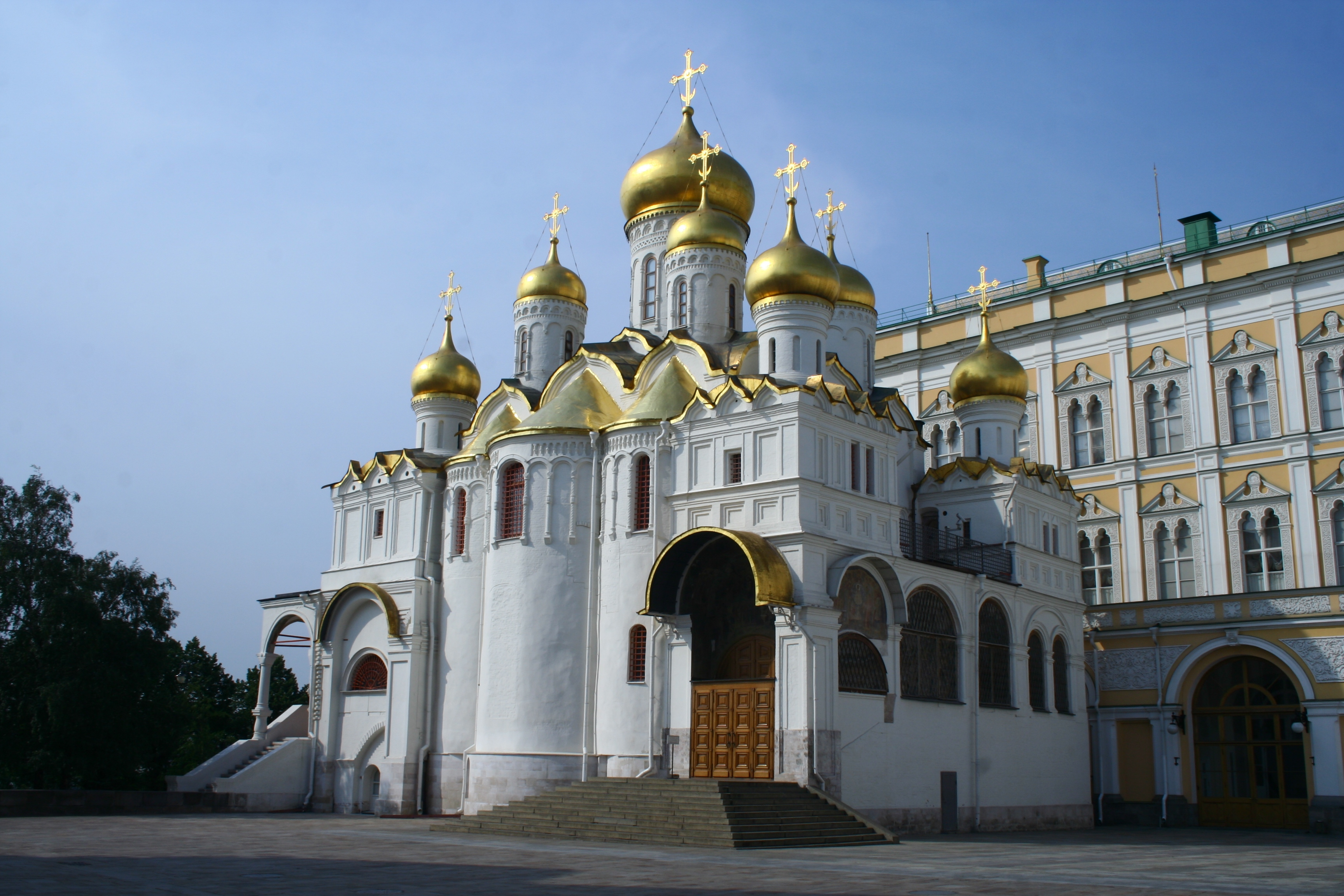
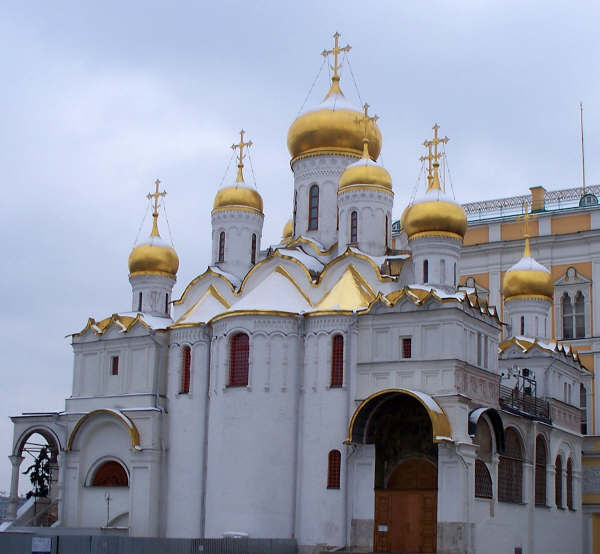
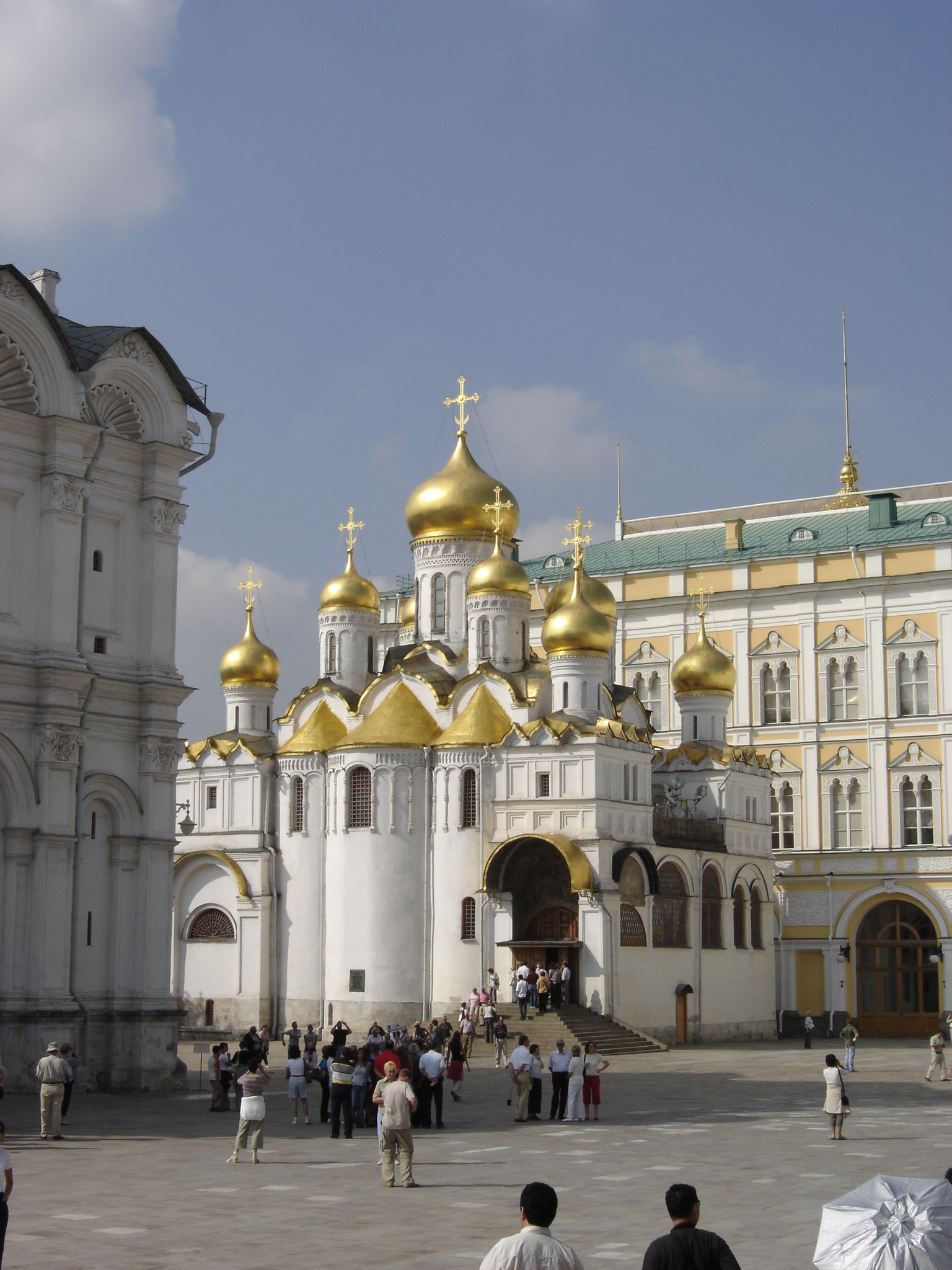
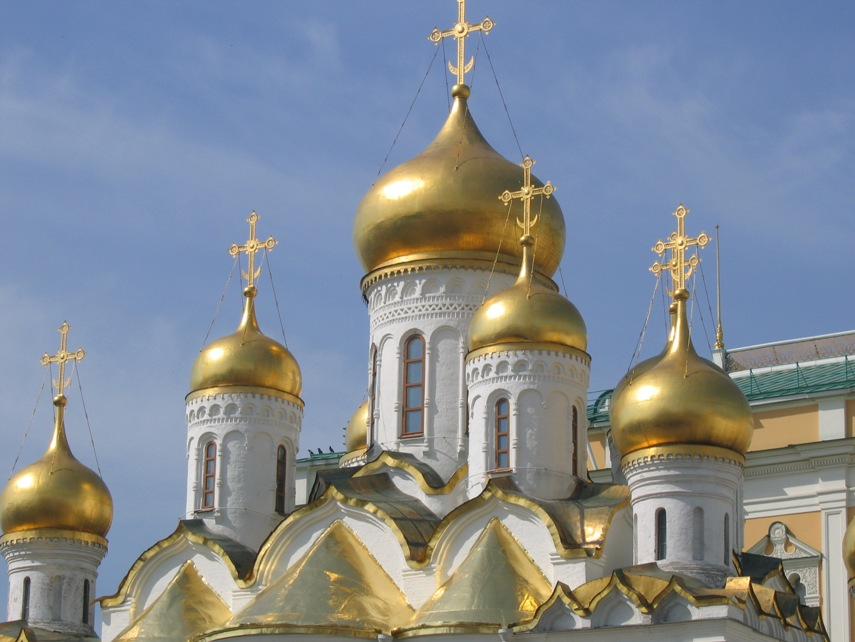
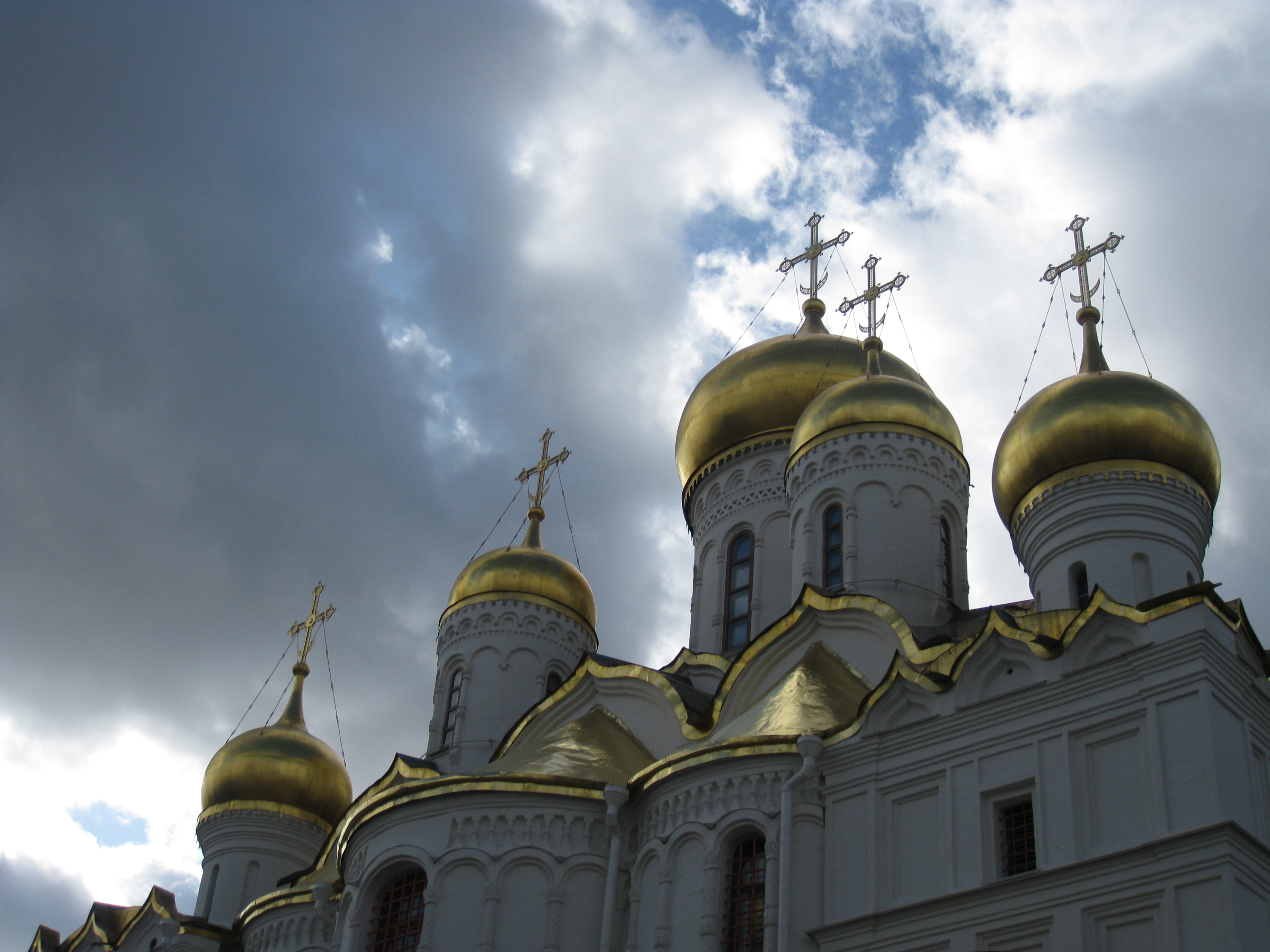
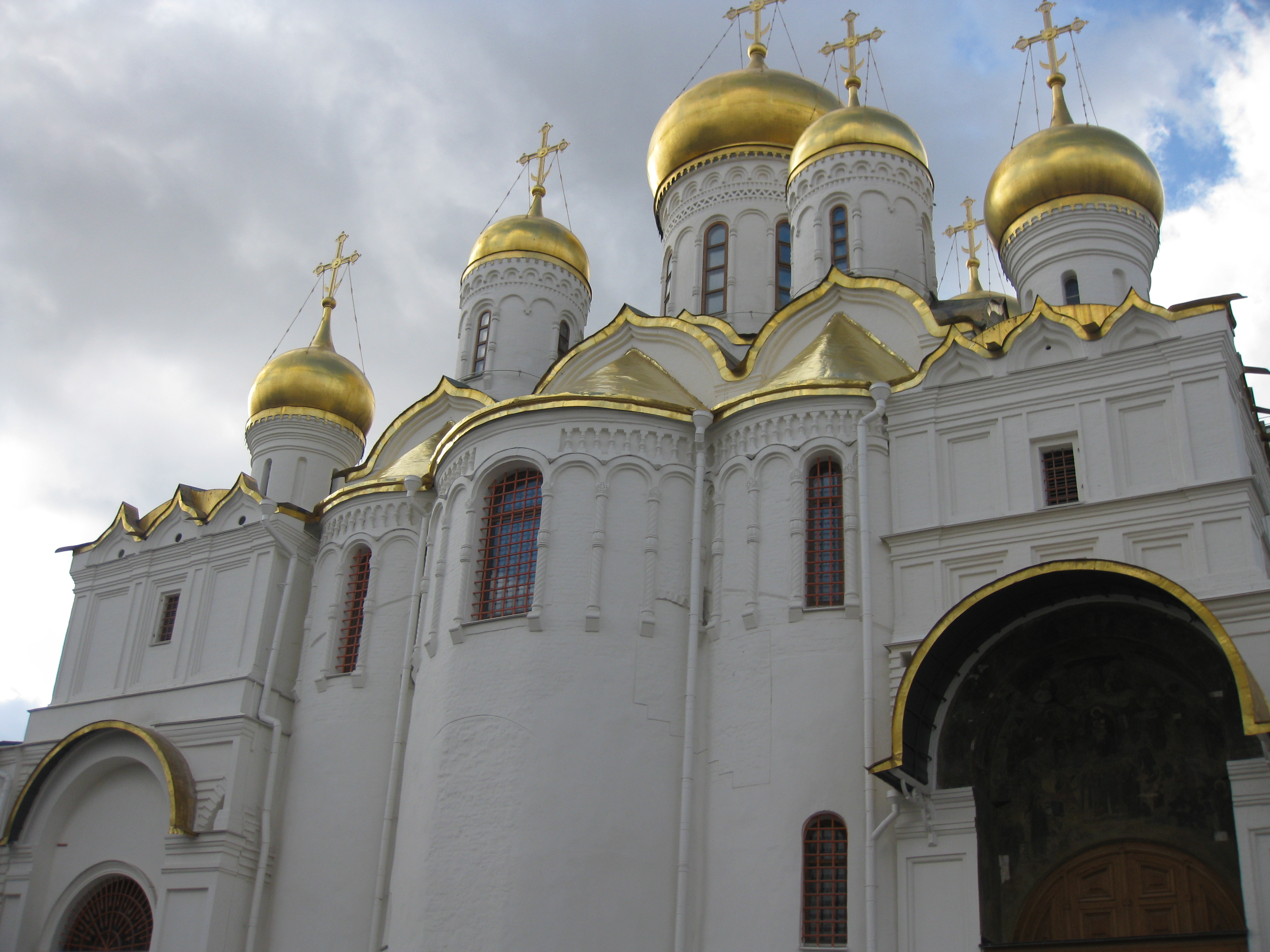